# 贝伦茨维莱尔
贝伦茨维莱尔（法語：Berentzwiller，法語發音：[beʁəntsvilɛʁ] ⓘ）是法国上莱茵省的一个市镇，属于阿尔特基什区。 

## 地理
贝伦茨维莱尔（47°35'9"N, 7°23'1"E）面积6.08 平方千米，位于法国大東部大區上莱茵省，该省份为法国东部内陆省份，是阿尔萨斯的一部分，今与下莱茵省组成了阿尔萨斯欧洲集体，其北临下莱茵省，西接孚日省，西南接贝尔福地区省，东侧沿莱茵河与德国相望，南与瑞士接壤。
与贝伦茨维莱尔接壤的市镇（或旧市镇、城区）包括：埃尔夫朗特兹基尔克、热坦让、米埃斯帕克、克讷兰格、朗斯帕克莱奥。
贝伦茨维莱尔的时区为UTC+01:00、UTC+02:00（夏令时）。

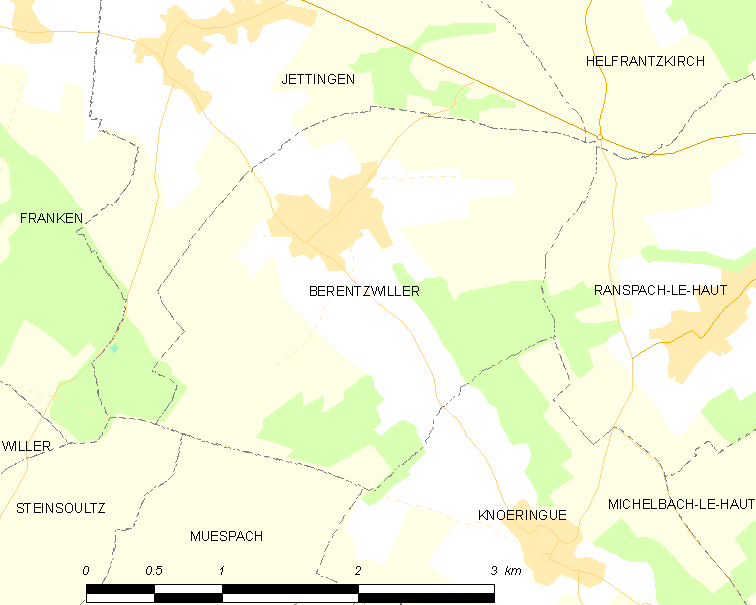
贝伦茨维莱尔的OSM定位图

## 行政
贝伦茨维莱尔的邮政编码为68130，INSEE市镇编码为68027。

## 政治
贝伦茨维莱尔所属的省级选区为阿尔特基什县。

## 人口

1962-2008年间贝伦茨维莱尔人口变化图示

贝伦茨维莱尔于2022年1月1日时的人口数量为340人。